# Georg Wohlmuth
Georg Wohlmuth (* 4. April 1865 in Schloßberg bei Heideck, Mittelfranken; † 2. Mai 1952 in Eichstätt) war ein katholischer Priester, Professor der Philosophie und bayerischer Politiker.

## Ausbildung und seelsorgerliche Tätigkeit
1876 wurde der 11-jährige Bauernsohn Schüler des Humanistischen Gymnasiums Eichstätt und Zögling des dortigen Bischöflichen Knabenseminars. 1885 bestand er das Abitur und bezog als Student das Bischöfliche Lyzeum Eichstätt. Nach Abschluss des philosophischen und theologischen Studiums empfing er am 23. März 1890 durch den Eichstätter Bischof Franz Leopold Freiherr von Leonrod die Priesterweihe. Es folgte eine vierjährige Kaplanszeit in Kipfenberg, Deining, Berching und Neumarkt in der Oberpfalz.
Von 1893 bis 1895 studierte Wohlmuth in Rom am Priesterkolleg Anima und am Thomasischen Kollegium, wo er zum Doktor der Philosophie promoviert wurde.

## Professur
Zum 1. Oktober 1895 wurde Wohlmuth vom Eichstätter Bischof zum Dozenten der praktischen Philosophie am Bischöflichen Lyzeum Eichstätt, der Ausbildungsstätte des Eichstätter Diözesanklerus, ernannt; sein Vorgänger war der hoch angesehene und in katholischen Kreisen international renommierte Philosophieprofessor Albert Stöckl; einige seiner Werke brachte Wohlmuth in Neubearbeitungen heraus. Er erwies sich in den folgenden Jahren „durch seinen Scharfsinn und die Folgerichtigkeit seiner Gedankenführung, namentlich in den Vorlesungen über Logik und Ontologie, … als Meister.“ Am 1. Oktober 1897 erfolgte die Ernennung zum Professor. Später hielt er auch Vorlesungen in Pädagogik und veröffentlichte 1909 eine Artikelserie in der Augsburger Postzeitung „Zum Streit um die Geistliche Schulaufsicht in Bayern“, womit er seine spätere politische Laufbahn gewissermaßen grundlegte. Im gleichen Jahr gründete er in Augsburg den „Landesverband der katholischen Geistlichen Schulvorstände Bayerns“ mit. Auf seine Anregung hin wurde 1910 die Zeitschrift „Die christliche Schule“ begründet, an der er ein Jahrzehnt lang mitarbeitete. 1920 legte er sein Professorenamt nieder.

## Politik
Schon frühzeitig machte Wohlmuth sich zum Interessenvertreter des bayerischen Bauernstandes. Er beteiligte sich an der Bewegung der christlichen Bauernvereine und förderte deren Gründung in Franken. Viele Jahre war er stellvertretender Vorsitzender des mitgliederstarken Kreisvereins Mittelfranken.
1911 ließ er sich als 47-Jähriger für den Wahlkreis Eichstätt-Hilpoltstein für die Kammer der Abgeordneten aufstellen und wurde gewählt. Er sollte als Vertreter der zentrumsnahen Bayerischen Volkspartei (BVP) dem obersten bayerischen politischen Gremium (später Bayerischer Landtag) 21 Jahre, von 1912 bis 1933, angehören. Hierbei bekleidete er das Amt des Kulturreferenten im Bayerischen Landtag. Er setzte sich vor allem für den Aufbau eines christlichen Schul- und Erziehungswesens ein und erreichte für das Wirken der beiden christlichen Bekenntnisse in diesem Bereich umfangreiche gesetzliche Absicherungen, so im Schulbedarfsgesetz vom 14. August 1919.
Bis 1924 wirkte er daneben als Mitglied des Staatsgerichtshofes und als Landtagskommissär bei der Staatsschuldenverwaltung mit. Auch förderte er den Wirtschaftsbeirat der BVP. 1924 wurde er in Nachfolge von Heinrich Held, der das Amt des Bayerischen Ministerpräsidenten übernahm und mit dem Wohlmuth freundschaftlich verbunden war, Fraktionsvorsitzender der BVP. Höhepunkt seiner politischen Karriere war die fünfjährige Arbeit am Zustandekommen des Konkordats von 1924, einem noch heute gültigen Vertrag zwischen Staat und Kirche. Für seinen Wahlkreis bewirkte Wohlmuth sehr viel, u. a. den Wiederaufbau der Lehrerbildungsanstalt Eichstätt, die Altmühl-Regulierung, Brücken- und Straßenbauten und den Umbau des Eisenbahnanschluss Eichstätts von Schmal- auf Normalspur.
Bereits 1929 wandte er sich im Bayerischen Landtag gegen die Rassenideologie des Nationalsozialismus; so äußerte er dort am 7. Juni:

„… In meinen Augen beginnt der Deutsche nicht mit dem deutschen Blut, es muss der deutsche Charakter dazu kommen, der Wert ist mir die Hauptsache. Wenn ich die Wahl treffen müsste zwischen einem Mann, der unverfälschtes und ungemischtes deutsches Blut in sich trägt, aber verbunden mit einem Charakter der Unehrlichkeit, und auf der anderen Seite einem Mann, der vielleicht schon Jahrhunderte her noch in seinen Adern ein paar fremde Blutstropfen kreisen hat, den aber deutsche Ehrlichkeit, deutsche Wahrhaftigkeit, deutsche Ritterlichkeit und Sauberkeit auszeichnet, ich würde mich keinen Augenblick besinnen und sagen: Der letztere ist ein Deutscher.“

Wohlmuth lehnte ein Zusammengehen von BVP und NSDAP strikt ab. Es häuften sich dann die verbalen Angriffe auf seine Person. Nach der „Machtergreifung“ Hitlers gab Wohlmuth am 7. März 1933 seinen Entschluss bekannt, aus der Politik auszuscheiden. Am 21. Juni 1933 wurde seine Wohnung durchsucht. Am 30. Juni 1933 wurde er als 69-Jähriger in „Schutzhaft“ genommen und in das Landgerichtsgefängnis von Eichstätt verbracht, am 5. Juli 1933 aber wieder freigelassen. Zwei Tage später wurde ihm der Ministerialpass entzogen. Im November 1933 unterzeichnete mit allen Eichstätter Kollegen er das Bekenntnis der deutschen Professoren zu Adolf Hitler. Bis zu seinem Tod fast 20 Jahre später lebte er in Eichstätt bis zuletzt in geistiger Frische, griff aber nie mehr ins politische Geschehen ein.

## Ehrungen
Wohlmuth wurde vielfach geehrt. Seit 1913 Mitglied des Eichstätter Domkapitels, wurde er am 1. August 1924 von Papst Pius XI. zum Dompropst in Eichstätt ernannt und am 27. August als solcher instituiert. Bis 1943 blieb er Dompropst. 1925 wurde er zum Apostolischen Protonotar ernannt. 1926 verlieh ihm die Medizinische Fakultät der Ludwig-Maximilians-Universität München die Ehrendoktor-Würde. 1928 machte ihn Heideck, 1930 die Stadt Eichstätt zum Ehrenbürger. In Eichstätt wurde auch eine Straße nach ihm benannt. Er war auch Inhaber des goldenen Ehrenrings des Deutschen Museums.